# Мария Палеолог
Мари́я Палеоло́г (итал. Maria Paleologa; 19 сентября 1508, Казале, маркграфство Монферрато — 15 сентября 1530, там же) — принцесса из дома Палеологов, дочь Вильгельма IX, маркграфа Монферрато. Её брак с наследным принцем и будущим герцогом Мантуи Федерико II Гонзага не был консумирован.

## Биография
Родилась 19 сентября 1508 года в Казале. Она была первым ребёнком и старшей дочерью в семье монферратского маркграфа Вильгельма IX Палеолога и Анны Алансонской, принцессы из дома Валуа. По отцовской линии приходилась внучкой монферратскому маркграфу Бонифацию III Палеологу и Марии Бранкович. По материнской линии была внучкой алансонского герцога Рене и святой Маргариты Лотарингской.
В 1515 году Вильгельм IX и мантуанский маркграф Франческо II Гонзага приступили к переговорам о браке Марии и наследного принца Федерико. Окончательное решение по вопросу пришлось отложить до возвращения в Мантую матери жениха. Переговоры возобновились спустя два года и завершились свадебными торжествами, которые состоялись в Казале 15 апреля 1517 года. Из-за несовершеннолетия невесты консуммация брака была отложена по достижении ею пятнадцатилетнего возраста. До этого времени Мария должна была оставаться у родителей. Вскоре после свадьбы её посетила свекровь, Изабелла д’Эсте.
Вильгельм IX умер 4 октября 1518 года, назначив свою вдову регентом при несовершеннолетнем наследнике Бонифации IV. В 1524 году Мария достигла возраста брачного согласия, но за время её пребывания в Монферрато ставший мантуанским маркграфом Федерико II сошёлся с графиней Изабеллой Боскетти, от которой прижил детей. К тому же его виды на Марию изменились. Хотя она была старшей дочерью покойного Вильгельма IX, престол наследовал её брат, который на время заключения брака Марии с Федерико имел проблемы со здоровьем, но теперь, казалось, окончательно выздоровел. В 1525 году двор в Мантуе решил аннулировать супружеский союз маркграфа с монферратской принцессой. Свекровь Марии прибыла в Рим и смогла убедить римского папу Климента VII признать брак Федерико и Марии недействительным. Поводом к аннулированию послужило обвинение Марии в организации заговора с целью убийства любовницы Федерико в начале 1528 года. Сразу после этого к монферратской принцессе посватался миланский герцог Франческо II Мария Сфорца, в то время как император Карл V предложил Федерико II в жёны свою племянницу Джулию д’Арагона.
6 июня 1530, упав с коня, неожиданно умер Бонифаций IV. Мария стала фактической наследницей маркграфства Монферрато, чем вернула к себе интерес бывшего мужа, который к тому времени уже успел жениться на Джулии д’Арагона. Двор в Мантуе снова обратился к Святому Престолу с просьбой об аннулировании теперь уже брака маркграфа с Джулией и признании действительным его брака с Марией. Бреве римского папы Климента VII, признававшее законным первый брак Федерико II, появилось спустя несколько дней после смерти Марии, которая скоропостижно скончалась в Казале 15 сентября 1530 года.